# Regina Louise
Pour les articles homonymes, voir Louise.
Regina Louise Kerr-Taylor, née le 2 mai 1963 à Austin (Texas), est une auteure américaine, défenseure des enfants et conférencière motivatrice.

## Biographie
Regina Louise naît le 2 mai 1963 à Austin, au Texas. Elle fréquente l'école primaire Molly Dawson qu'elle quitte à l'âge de onze ans. En raison de l'éloignement de son père, Regina se rend au service de police de Richmond et est placée en garde à vue la veille de son treizième anniversaire. Louise se lie avec Jeanne Kerr, qui travaillait comme infirmière au refuge. Kerr exprime sa volonté d'adopter Louise, mais un tribunal du comté de Contra Costa rejette sa requête.
Louise vit plus de trente ans dans des foyers d'accueil, foyers de groupe et établissements psychiatriques avant l'âge de 18 ans.
Elle parle et coache maintenant des organisations et des individus sur des questions de traumatisme et de développement personnel, et est une abolitionniste des familles d'accueil. Elle réside dans la région de la baie de San Francisco.
Auteure des mémoires Somebody's Someone, Regina Louise est apparue dans l'émission All Things Considered sur le forum KQED de la National Public Radio, CBC, BBC et le CBS Early Show. Regina Louise et son histoire sont également couvertes dans divers journaux et magazines,,. Après la sortie en 2003 de Somebody's Someone, Regina Louise peut renouer avec Jeanne Kerr, désormais mariée à un homme du nom de famille Taylor. Le 20 novembre 2003, dans le même palais de justice du comté de Contra Costa où un juge avait rejeté la demande de Jeanne Kerr d'adopter Louise il y a des décennies, Kerr, alors âgée de 59 ans, adopte Louise, alors âgée de 41 ans, qui ensuite fait de Kerr-Taylor son nom de famille légal. Son deuxième mémoire, Someone Has Led This Child to Believe: Case History of Love, est publié le 10 juillet 2018.

## FilmAbandonnée à 13 ans
Le 20 avril 2019, Lifetime publie Abandonnée à 13 ans (I Am Somebody's Child: The Regina Louise Story). Le téléfilm met en vedette Angela Fairley dans le rôle de Regina Louise jeune, Ginnifer Goodwin dans le rôle de Jeanne Kerr, Monique Coleman dans le rôle de Mme Lewis, Sherri Saum dans le rôle de Regina Louise adulte et Kim Hawthorne dans le rôle de Gwen Ford.